# Abdel Basit Ali al-Megrahi
Abdel Basit Ali al-Megrahi (arabisch عبد الباسط المقرحي, DMG ʿAbd al-Bāsiṭ al-Miqraḥī; * 1. April 1952 in Tripolis; † 20. Mai 2012 ebenda) war ein libyscher Geheimdienstoffizier. Er wurde durch den Lockerbie-Anschlag vom 21. Dezember 1988 und den darauf folgenden Prozess bekannt.

## Leben
Abdel Basit erhielt seine Ausbildung in den USA und in Großbritannien. Später wurde er Sicherheitschef der Libyan Airlines.

### Prozess
Im November 1991, fast drei Jahre nach dem Anschlag, wurde vom US Attorney General und dem schottischen Lord Advocate Anklage gegen Al-Megrahi erhoben. Libyen weigerte sich allerdings, ihn auszuliefern, da man den Prozess gegen ihn in Libyen abhalten wollte, was jedoch von Amerikanern und Briten abgelehnt wurde. 1999 konnte man sich schließlich auf einen Prozess in den Niederlanden einigen, wo Megrahi bereits seit mehreren Jahren unter Arrest lebte.
Der Prozess begann am 3. Mai 2000. Die Anklagepunkte, die ihm vorgeworfen wurden, waren Mord, Verschwörung sowie Beteiligung an dem Anschlag. Am 31. Januar 2001 wurde er zu einer lebenslangen Haftstrafe verurteilt, worauf Abdel Berufung einlegte, die am 14. März 2002 abgelehnt wurde. Am 24. November 2003 klagte er vor dem Gerichtshof in Glasgow, wobei auch dieser Schritt fehlschlug.

### Freilassung
Al-Megrahi wurde am 19. September 2008 in ein Krankenhaus gebracht, wo er medizinisch untersucht wurde. Im Oktober desselben Jahres wurde bei ihm Prostatakrebs diagnostiziert. Dies war auch der öffentlich bekanntgegebene Grund, weshalb Al-Megrahi am 20. August 2009 begnadigt wurde, zumal die Ärzte eine Lebenserwartung von maximal drei Monaten für ihn prognostizierten, da sich seine Krebserkrankung mittlerweile im Endstadium befand. Bei seiner Ankunft in Libyen auf dem Flughafen in Tripolis wurde er begeistert begrüßt und auch von Staatschef Muammar al-Gaddafi persönlich mit Glückwünschen empfangen. Dies löste vor allem in den USA heftige Empörung aus.
Fast ein Jahr nach seiner Freilassung hinterfragten Briten und US-Amerikaner die ursprüngliche Prognose von maximal drei Monaten Lebenserwartung, da Al-Megrahi nach zwölf Monaten weiterhin am Leben war. Zeitungen enthüllten, dass ein wesentlicher Grund für die falsche Diagnose der Lebenserwartung offenbar die Nichtberücksichtigung von heute zur Verfügung stehenden Krebsmedikamenten sei. Mit diesen Medikamenten könne die verbleibende Lebenserwartung erhöht werden. Inzwischen forderten vier amerikanische Senatoren, dass Schottland das Gutachten, aufgrund dessen der Libyer freigekommen ist, den Amerikanern übergibt. In dem Brief verlangten sie unter anderem die Namen, den Stand der Ausbildung und die Spezialisierung der Ärzte offenzulegen, die al-Megrahi untersucht hatten. Auch wurde bekannt, dass die Freilassung Teil eines langen diplomatischen Ränkespiels zwischen der britischen und der libyschen Regierung war, welches schließlich dem Mineralölunternehmen BP den Zugang zu großen Ölvorkommen vor der libyschen Küste sicherte.
Al-Megrahi starb am 20. Mai 2012 an den Folgen seiner Krebserkrankung.